# Mișcarea uniformă a punctului material
Termenul de mișcare se referă la capacitatea unui corp de a ieși din starea de imobilitate. În funcție de condițiiile în care se desfășoară deplasarea și de aspectul traiectoriei, mișcările unui punct material sunt de mai multe feluri. Despre un punct material spunem că se mișcă uniform sau desfășoară o mișcare uniformă, dacă mărimea vectorului care exprimă viteza punctului material este constant în timp. 

## Caracterizare
În cele ce urmează se reprezintă construirea un model matematic al acestui tip particular de mișcare, făcând apel la reprezentarea scalară a mișcării punctului material studiat din perspectiva unui reper universal.

Pentru aceasta, considerăm un punct material, pentru care stabilim un reper universal, {\displaystyle {\mathcal {RU}}=((T_{0},{\vec {s}}),{\mathcal {R}}=\{O;{\vec {u}},{\vec {v}},{\vec {w}}\})}, în care mișcarea punctului este descrisă de aplicația {\displaystyle X:E\subset \mathbb {E} _{1}\rightarrow \mathbb {E} _{3}} de clasă {\displaystyle {\mathcal {C}}^{2}} , unde {\displaystyle \mathbb {E} _{1}} este spațiul euclidian 1-dimensional (model matematic al timpului fizic), iar {\displaystyle \mathbb {E} _{3}} este spațiul euclidian 3-dimensional (model matematic pentru spațiul fizic). Componentele mișcării sunt funcțiile reale {\displaystyle x_{1},x_{2},x_{3}:I\subset \mathbb {R} \rightarrow \mathbb {R} }. Punctul material considerat desfășoară o mișcare uniformă dacă există {\displaystyle v_{0}\in \mathbb {R} }, astfel încât, să avem {\displaystyle {\sqrt {{\dot {x_{1}}}^{2}(t)+{\dot {x_{2}}}^{2}(t)+{\dot {x_{3}}}^{2}(t)}}=v_{0}}, pentru orice moment de timp {\displaystyle t\in \mathbb {R} }.

## Teorema mișcării rectilinii și uniforme
Următoarele afirmații sunt echivalente:

a).  o mișcare {\displaystyle X:E\subset \mathbb {E} _{1}\rightarrow \mathbb {E} _{3}} a unui punct material este rectilinie și uniformă;

b). dacă {\displaystyle {\mathcal {RU}}=((T_{0},{\vec {s}}),{\mathcal {R}}=\{O;{\vec {u}},{\vec {v}},{\vec {w}}\})} este un reper universal, iar {\displaystyle I\subset \mathbb {R} } reprezintă intervalul de timp al mișcării, atunci există doi vectori liberi {\displaystyle {\vec {x_{0}}},{\vec {v_{0}}}\in \mathbb {V} }, astfel încât, {\displaystyle {\vec {X}}(t)={\vec {x_{0}}}+t\cdot {\vec {v_{0}}}}, pentru orice {\displaystyle t\in \mathbb {R} }, unde {\displaystyle {\vec {X}}:I\subset \mathbb {R} \rightarrow \mathbb {V} } constituie descrierea vectorială a mișcării punctului material;

c). dacă {\displaystyle {\mathcal {RU}}=((T_{0},{\vec {s}}),{\mathcal {R}}=\{O;{\vec {u}},{\vec {v}},{\vec {w}}\})} este un reper universal, ci există numerele {\displaystyle x_{1}^{0},x_{2}^{0},x_{3}^{0},v_{1}^{0},v_{2}^{0},v_{3}^{0}\in \mathbb {R} }, astfel încât, să aibă loc relațiile stabilite prin {\displaystyle x_{1}(t)=x_{1}^{0}+t\cdot v_{0}^{1}}, {\displaystyle x_{2}(t)=x_{2}^{0}+t\cdot v_{0}^{2}}, {\displaystyle x_{3}(t)=x_{3}^{0}+t\cdot v_{0}^{3}}, unde {\displaystyle x_{1},x_{2},x_{3}:I\subset \mathbb {R} \rightarrow \mathbb {R} } sunt componentele reprezentării scalare a mișcării punctului material în reperul considerat;

d). pentru fiecare moment de timp {\displaystyle t\in \mathbb {R} }, vom avea că {\displaystyle {\vec {A}}(t)={\vec {0}}}, unde {\displaystyle {\vec {A}}:I\subset \mathbb {R} \rightarrow \mathbb {V} } se identifică cu descrierea vectorială a accelerației punctului material, din perspectiva reperului universal ales inițial.  